# Molophilus (Molophilus) latibasis
Molophilus (Molophilus) latibasis is een tweevleugelige uit de familie steltmuggen (Limoniidae). De soort komt voor in het Afrotropisch gebied.